# Pohulanka (rejon nieświeski)
Pohulanka (biał. Пагулянка, Pahulanka; ros. Погулянка, Pogulanka) – wieś na Białorusi, w obwodzie mińskim, w rejonie nieświeskim, w sielsowiecie Nieśwież.

## Historia
W dwudziestoleciu międzywojennym leżała w Polsce, w województwie nowogródzkim, w powiecie nieświeskim.
Po II wojnie światowej w granicach Związku Sowieckiego. Od 1991 w niepodległej Białorusi.